# Jamajka na Zimowych Igrzyskach Olimpijskich 2022
Jamajka na Zimowych Igrzyskach Olimpijskich 2022 – występ kadry sportowców reprezentujących Jamajkę na igrzyskach olimpijskich, które odbyły się w Pekinie, w Chińskiej Republice Ludowej, w dniach 4-20 lutego 2022 roku.
Reprezentacja Jamajki liczyła siedmioro zawodników – jedną kobietę i sześciu mężczyzn.
Był to dziewiąty start Jamajki na zimowych igrzyskach olimpijskich.

## Reprezentanci

### Bobsleje
| Zawodnik                                                    | Konkurencja      | 1. przejazd | 1. przejazd | 2. przejazd | 2. przejazd | 3. przejazd | 3. przejazd | 4. przejazd | 4. przejazd | Suma    | Suma    | Źródło                        |
| Zawodnik                                                    | Konkurencja      | Czas        | Miejsce     | Czas        | Miejsce     | Czas        | Miejsce     | Czas        | Miejsce     | Czas    | Miejsce | Źródło                        |
| ----------------------------------------------------------- | ---------------- | ----------- | ----------- | ----------- | ----------- | ----------- | ----------- | ----------- | ----------- | ------- | ------- | ----------------------------- |
| Jazmine Fenlator-Victorian                                  | monobob kobiet   | 1:06,63     | 19.         | 1:07,38     | 19.         | 1:06,92     | 19.         | 1:07,63     | 20.         | 4:28,56 | 19.     | [ 1 ]                         |
| Shanwayne Stephens Nimroy Turgott                           | dwójki mężczyzn  | 1:01,23     | 30.         | 1:01,35     | 28.         | 1:01,54     | 30.         | NQ          | NQ          | 3:04,12 | 30.     | [ 2 ] [ 3 ] [ 4 ]             |
| Shanwayne Stephens Ashley Watson Rolando Reid Matthew Wekpe | czwórki mężczyzn | 1:00,80     | 28.         | 1:01,39     | 28.         | 1:01,23     | 28.         | NQ          | NQ          | 3:03,42 | 28.     | [ 2 ] [ 5 ] [ 6 ] [ 7 ] [ 8 ] |

### Narciarstwo alpejskie
| Zawodnik           | Konkurencja            | 1 przejazd | 1 przejazd | 2 przejazd | 2 przejazd | Łącznie | Łącznie | Źródło |
| Zawodnik           | Konkurencja            | Czas       | Pozycja    | Czas       | Pozycja    | Czas    | Pozycja | Źródło |
| ------------------ | ---------------------- | ---------- | ---------- | ---------- | ---------- | ------- | ------- | ------ |
| Benjamin Alexander | slalom gigant mężczyzn | 1:37,94    | 54.        | 1:40,58    | 46.        | 3:18,52 | 46.     | [ 9 ]  |